# Орловка (Кирсановский район)
Орловка — упразднённый посёлок в Кирсановском районе Тамбовской области России. На момент упразднения входил в состав Ковыльского сельсовета. Исключен из учётных данных в 2003 г.

## География
Посёлок находился в восточной части Тамбовской области, в лесостепной зоне, в пределах Окско-Донской равнины, на правом берегу реки Хмелинка (приток реки Калаис), на расстоянии примерно 19 километров (по прямой) к северо-западу от города Кирсанова, административного центра района.
Климат
Климат характеризуется как умеренно континентальный с недостаточным и неустойчивым увлажнением. Среднегодовое количество осадков составляет 470—510 мм. Средняя температура января составляет −11,3 °C, июля — +20,4 °С.

## История
В 1978 году в состав посёлка включен посёлок Малюгино. Постановлением Думы Тамбовской области от 25.04.2003 г. № 464 посёлок Орловка исключен из учётных данных.

## Население
Согласно результатам переписи 2002 года, в посёлке отсутствовало постоянное население